# Dây dẫn điện
Trong vật lý và kỹ thuật điện, dây dẫn là một vật hoặc loại vật liệu cho dòng điện di chuyển theo một hoặc nhiều hướng. Ví dụ, một sợi dây là một dây dẫn điện có thể dẫn điện dọc theo chiều dài của nó.
Trong các kim loại như đồng hoặc nhôm, các hạt tích điện chuyển động là các điện tử. Điện tích dương cũng có thể di chuyển, chẳng hạn như điện catio của một pin, hoặc các proton di chuyển của dây dẫn proton của một tế bào nhiên liệu. Chất cách điện là vật liệu không dẫn điện với ít điện cực di chuyển và chỉ hỗ trợ các dòng điện không đáng kể.